# Corte Alto
Corte Alto es un pueblo localizado al sur de la comuna de Purranque en la, Provincia de Osorno, Región de Los Lagos, Chile. La localidad se encuentra a alrededor de 1 kilómetro al poniente de la Ruta 5, a la altura del kilómetro 960.
Según el censo 2017, la localidad contaba con una población de 1.774 habitantes.